# Günsen
Günsen ist ein Ortsteil der Kreisstadt Olpe mit 58 Einwohnern.

## Lage
Der Ort liegt südlich von Olpe, abseits der Straße zwischen Olpe und Thieringhausen.

## Geschichte
Günsen ist nach dem Fluss Günse benannt. Die erste urkundliche Erwähnung stammt aus dem Jahre 1406. Nach ihr wurde der Kirche zu Olpe ein Garten auf dem Weg nach Günsen geschenkt.